# Ekonomiåret 1965

## Händelser
- 14 juli - ASEA får sin dittills största order när ett atomkraftverk beställs till Simpevarp i Oskarshamn.[1]
- 1 oktober - Mellanölet introduceras i Sverige.[2]
- 22 november - Sverige avbryter handelsförbindelserna med Rhodesia.[3]
- Okänt datum - Industrin i Sverige skriker efter arbetskraft, och alltfler arbetslösa jugoslaver söker sig till Sverige. Vissa saknar dock arbetstillstånd, och måste tas om hand av sociala myndigheter. Många av dem skickas omedelbart tillbaka till Jugoslavien.[4]

## Uppköp
- 6 oktober - Det meddelas att Svenska Cellulosa AB SCA köper Wifstavarfs AB för 110 miljoner svenska kronor.[4]